# 선우일선
선우일선(鮮于一扇, 1919년 3월 5일 ~ 1990년)은 한국의 가수이다. 일제강점기에 데뷔해 조선민주주의인민공화국에서는 교육인으로 활동했다.

## 생애
현재의 평양직할시 룡성구역인 평안남도 대동군 룡성면 출신이다. 가수가 되기 전에는 최창선(崔昌善)이라는 이름을 사용했으나, 이 이름이 본명인지 가명인지는 분명하지 않다.
편모 슬하에서 어렵게 자라다가 3년제 평양기생학교에 입학하여 기생이 되었다. 소리를 잘 하는 기생으로 알려져 1933년 포리돌레코드 문예부장 왕평에게 발탁되면서 가수로 데뷔하게 되었다. 1934년에 포리돌레코드에서 리면상 작곡의 〈꽃을 잡고〉를 취입하여 이름을 알렸다.
주로 신민요를 불렀으며, 왕수복과 함께 포리돌레코드가 키운 평양기생학교 출신 가수로 쌍벽을 이루었다. 데뷔 직후인 1935년에 《삼천리》가 실시한 인기 투표 결과에 따르면 왕수복에 이어 2위를 차지했고, 그 뒤를 이난영과 전옥이 따르고 있다.
신민요의 고전으로 오랫동안 널리 불리게 된 〈조선팔경가〉를 비롯하여, 1940년대까지 〈압록강 뱃노래〉(원제:압록강 뗏목 노래), 〈바람이 났네〉와 같은 히트곡을 계속 내면서 인기를 유지했다. 고음의 곱고 부드러운 음성이 특징이다. 이부풍은 "하늘나라에서 옥퉁소 소리를 듣는 듯"한 아름답고 청아한 목소리라고 회고했다.
태평양 전쟁 종전 후에 고향인 평양에 머물렀고, 평양음악대학 성악학부 민족성악 교원이 되었다. 말년까지 민요 연구에 헌신한 것으로 알려졌다.

## 참고자료
- 강옥희,이영미,이순진,이승희 (2006년 12월 15일). 《식민지시대 대중예술인 사전》. 서울: 소도. 170~171쪽쪽. ISBN 978-89-90626-26-4.
- 이동순 (2007년 5월 17일). “[이동순의 가요이야기 .6] 한국인의 정체성을 일깨워준 가수, 선우일선”. 영남일보. 2008년 2월 8일에 확인함. |제목=에 지움 문자가 있음(위치 1) (도움말)